# Bruno Laurent

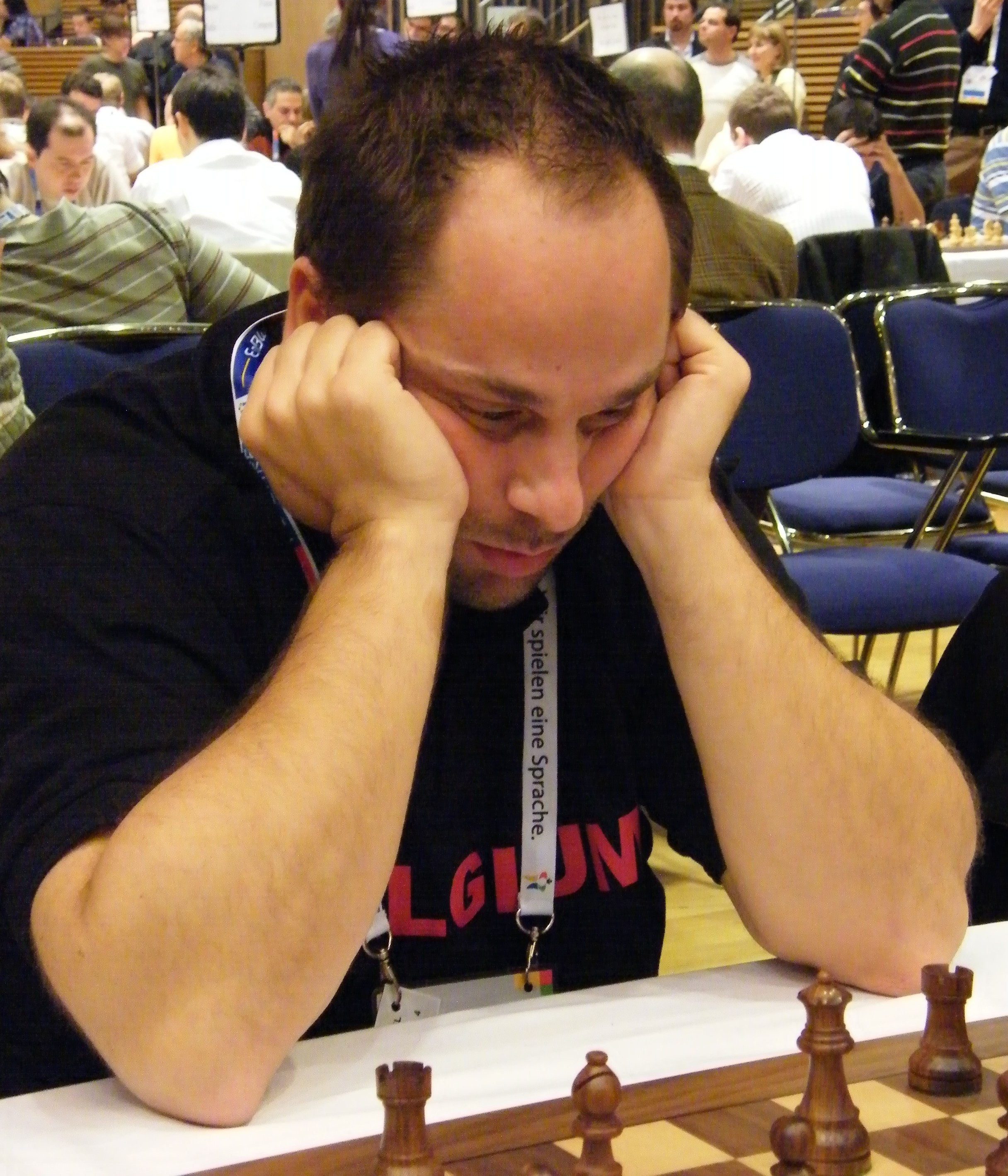
Laurent in 2008

Bruno Laurent (La Louvière-Haine-Saint-Paul, 29 december 1975) is een Belgische schaker. Sinds 2006 is hij een Internationaal Meester (IM). In 2008 was hij kampioen van België. 
- Meerdere keren eindigde hij hoog bij het Elite-toernooi in Charleroi, hij won het toernooi in september 2000 en in januari 2006.
- In juli 2005 werd in Aalst het kampioenschap van België bij de heren gespeeld dat door Alexandre Dgebuadze met 7 uit 9 gewonnen werd. Paul Motwani eindigde als tweede met 6.5 punt terwijl Marc Dutreeuw met 5.5 punt op de derde plaats eindigde. Bruno werd twaalfde met 4.5 punt.
- In oktober 2005 won hij het Internationale Santa-Olaya-Open in Asturië.
- Sind juli 2006 is hij Internationaal Meester. De normen voor deze titel behaalde hij bij: het eerste GM-toernooi in Bogny-sur-Meuse in juli 2002, het toernooi in Charleroi in augustus 2002, de CCAS-Grand-Prix in Cap d'Agde in oktober 2003 en het internationale toernooi in Charleroi in augustus 2004.[1]
- In 2008 werd hij in Eupen kampioen van België, voor Alexandre Dgebuadze.

## Nationale teams
Met het Belgische nationale team nam Bruno Laurent aan het 2e reservebord deel aan de Schaakolympiade van 2004 in Calvià. Andere teamleden waren Luc Winants, Geert Van der Stricht, en Arthur Abolianin. In 2008 nam Laurent aan het reservebord deel aan de Schaakolympiade in Dresden. 

In 2007 nam hij aan het vierde bord deel aan het Europees schaakkampioenschap voor landenteams in Heraklion.

## Schaakverenigingen
In België speelt Laurent voor CRE Charleroi. Met deze vereniging nam hij in 2006 en 2008 deel aan de European Club Cup en werd hij in 2012 kampioen van België.
 
In Frankrijk speelt hij voor Le Cavalier Noir d'Arras, in Nederland voor de Rotterdamse vereniging Charlois Europoort. Ook speelde hij in Luxemburg. In Duitsland speelde hij in seizoen 2005/06 in de 2e klasse van de bondscompetitie voor Turm Bergheim en in seizoen 2006/07 in de NRW-klasse voor de Keulse vereniging Schachfreunde Brück. 